# Mentakab
Mentakab – miasto w Malezji, w stanie Pahang. W 2000 roku liczyło 32 260 mieszkańców.